# Rumini Zúzmaragyarmaton
A Rumini Zúzmaragyarmaton című gyerekkönyv Berg Judit Rumini című regényének folytatása, a Rumini (könyvsorozat) második része, melyben Rumini Északra hajózik a Szélkirálynővel. Kalandos útja során megismerkedhetünk Rianástorky Jégcsap Hubert Urasággal, és más zúzmaratörpékkel, az ércmanókkal, illetve Galléros Fecóval, a Szélkirálynő volt matrózával. A Szélkirálynő utasai sok mindenen mennek keresztül (beleértve rabságot is), míg hazafelé vehetik útjukat. Rumini a könyv végén lovagi címet is kap.
Berg Judit a könyvet Lilunak, a legnagyobb lányának írta karácsonyra.

## Cselekmény
|  | Alább a cselekmény részletei következnek! |

Rumini és Balikó, a Szélkirálynő nevű teherszállító hajó hajósinasai megtudják, hogy hamarosan szállítmányt kell vinniük az északi Zúzmaragyarmat fővárosába, Jégvárosba. A hajón velük tart Rianástorky Jégcsap Hubert uraság, Zúzmaragyarmat helytartója (a megboldogult id. Rianástorky Jégcsap Hubert unokaöccse). Rumini hamar észreveszi, hogy a helytartó titokban fegyvereket rejteget a kabinjában és a raktári csomagjaiban is.
Mikor elérik Zúzmaragyarmat tengerét, egy mozgó, sötét felhő kezdi el őket követni. Kiderül, hogy ezek fekete sirályok, és az ércmanók lakta Sötétváraljáról jönnek. Mikor minden egér elzárkózik, (mivel a sirályok megtámadták a hajót), akkor Rumini a láthatatlanná tévő kalapban előmerészkedik, és látja, hogy a sirályok Hubert úrnak titkos üzenetet hoztak, s mikor Rumini nem figyel, megbabrálják az iránytűt is.
Rumini és Balikó elhatározza, hogy a raktárban lévő csomagjait is átkutatják a gyanús utasnak. Kis híján lebuknak, de végül találnak egy ládányi puskát.
Másnap meglátják a Gleccser-völgyet, amely azt jelenti, hogy közelednek Jégvároshoz. Amikor közelebb érnek, rájönnek, hogy Sötétváraljánál vannak. A megrongálódott hajóval nem mehetnek tovább, ezért kénytelenek kikötni Ércsziget fővárosában. Mikor Rumini és Balikó elindul körülnézni, egy félreeső mulatozóban összetalálkoznak Galléros Fecóval, akit a kapitány három évvel ezelőtt kitett Datolyaparton. A kapitány végül visszaveszi Fecót.
A reggeli indulásnál feltűnik a kikötőben egy kislány. Azt mondja, hogy Galléros Fecónak akar küldeni egy csomagot, amit aztán adjon át az (kislány) apjának. Mikor ezt elmesélik Fecónak, ő kibogozza, hogy a kislány apja Telér tábornok, az Érchadsereg vezetője. Azt is megtudják, hogy a Medúza nevű hajón ment el Jégvárosba. Fecó tudja, hogy a Medúza két nappal ezelőtt hagyta el Ércszigetet, de az utaslistán nem volt rajta a tábornok. A kis küldeményben pedig egy sirálysíp van, aminek minden fekete sirály engedelmeskedik, s ami nagyon értékes. Fecó arra is rájön, hogy az ÉS Érc Sámuel, az uralkodó aláírása. S mivel Ércsziget és Zúzmaragyarmat ellenségek, Hubert úr áruló és szélhámos. (Azért is, mert Fecó kalandjai során találkozott egy Hubert úrral, de ő teljesen másmilyen volt.)
Másnap véletlenül szóba kerül Hubert úr kiléte, és felvetődik, hogy talán az útirányt is miatta tévesztették el. Fecó talál egy mágnest az iránytűben, tehát ez beigazolódik. Rumini tudja, hogy a raktárban puskák vannak, s azt mondja a kapitánynak, hogy rakodásnál az egyik láda olyan nehéz volt, mint a vas, így ráveszi, hogy kutassa át a raktárat. Már majdnem megtalálták a fegyvereket, amikor hirtelen leütik őket az Alex által támogatott zúzmaratörpék, . Elfoglalják a hajót, de Balikónak sikerül bemenni a kabinjába, és felveszi a láthatatlanná tévő kalapot, amivel szabadon járkálhat.
Amikor megpróbálja Ruminiékat kiszabadítani, a szellőzőnyíláson keresztül beereszkedik, de a kötél elszakad, Balikó leesik a földre, és eltöri a lábát. Kiszabadítja Ruminit, de mikor a többiek bilincseit próbálja leszedni, Fecó figyelmeztetésének ellenére egy kalapáccsal ráüt a fémre, mire az kongani kezd. Az ércszigeti lakatot, ha nem kulccsal nyitják ki, akkor riasztja a gazdáját. Balikó nem tud elmenekülni, így Rumini helyette veszi fel a kalapot. Szerencsére a zúzmaratörpék nem veszik észre a cserét. Balikó azt hazudja, hogy megpróbálta a többieket kiszabadítani, de megbotlott a sötétben. Rumini Fecó kabinjába oson, ahol megvarrja a részben elszakadt láthatatlanná tevő kalapot. (Közben Ivola sirálysípját zsebreteszi). Másnap a kalappal a fején, hogy kijusson a kabinból, megdöngeti az ajtót. Azt gondolja, hogy amíg láthatatlanul kisurran. Ám számítását keresztülhúzzák, mivel a kalap nem működik, lévén, hogy a varrástól elvesztette varázserejét. Így kénytelen a fedélzeten dolgozni.
A következő napon a Szélkirálynő megérkezik Jégvárosba. Zuzmó Alex megtudja, hogy Telér tábornok hajója nem rég futott be. Hubert úr terve ugyanis, hogy az ércmanókkal elfoglalja Jégvárat, foglyul ejti a királyt, hogy maga ülhessen trónra. Az útra Galléros Fecót, Balikót, a kapitányt és Sebestyént is magukkal viszik. Nemsokára elindulnak Jégvárba, a raboknak álcázott ércmanókkal. Minden a terv szerint halad, a helytartónak sikerül bejutnia a király lakosztályába, ahol arra kényszeríti az uralkodót, hogy nevezze ki őt örökösének. Ezután azonban rájön, hogy az ércmanók segítsége nélkül is elérte célját, így (mintha csak az akció része lenne) a jégcellába küldi szövetségeseit. Ezzel sikerül elérnie, hogy ne kelljen megjutalmaznia őket.
Az igazságtalanul elítélt rabok azonban egy kis csellel és ésszel hamar kijutnak börtönükből.
Fecó, Zoárd és Sebestyén álruhát szerez a piacon. Mikor az őrök észlelik a szökést, lezárják a kikötőt, így arra lehetetlen menekülni. (S öt hajót küld az elfogásukra). Ám egy Ködvitéz nevű zúzmaratörpe kisfiú elvezeti őket apjához, akinek rákászhajóján, Miklós király utasítására Dérkapuba (a király leghűségesebb alattvalójához) viszik a szökevények egy részét, a többiek pedig a parton indulnak útnak. (Balikót Jégvirág veszi szárnyai alá).
Rumini beteget színlelve megszökik a hajóról, és a (tudta nélkül) rá várakozó Ködvitézzel elindul a fiúcska otthonába. Nem kis örömére szolgál, hogy viszontláthatja Balikót. Megegyeznek, hogy Rumini a hajóra visszatérve a látószelencében megnézi, hol van a rákász hajója, majd üzen a fiúval. Így ha a társaság bajba jutott, segíthetnek rajtuk.
Rumini csakhamar újra megszökik, (mivel a zúzmarakatonák ellopták a hátizsákot a benne levő szelencével és vascsöppentővel együtt). Ködvitézzel és Balikóval pedig kiagyalják, hogy a kisegér sirálysíp segítségével előhív egy madarat, s annak hátán indul a rákászhajó keresésére.
Rumini, amikor látja, hogy a rákász bárkája útját elállja a jég, és kisvártatva az üldözők utolérik, Dérkapuba indul. Amikor a várúr leányának, Dorinak elmeséli, hogy miért jött, a leány az apjához vezeti.
Miután Kapuvári Dér Dorián várúr meghallgatta az egérfiút, közösen kisütötték a tervet: az éj leple alatt Rumini sirályháton közelíti meg a hadihajót, és leereszti a horgonyt. Ezalatt 12 hómenyéten megérkezik a 24 katona, valamint a dérkapui flotta Dorián úr vezetésével, s így rajtaütnek a hajón.
Azután, hogy az üldöző hajót sikeresen elfoglalták, Rumini madárháton a rákászhajóra repül, és beszámol a történtekről.
Rövid időn belül a zúzmaratörpék és az ércmanók Jégvárosba utaznak, hogy megdöntsék Hubert úr uralmát. Amíg távol vannak, Dorián úr Ruminire bízza Dérkaput. A kisegér pár nap múlva egy verdeső fekete sirályt vesz észre a távolban, egy különleges látcső segítségével.
Dorival elindulnak a sirály megmentésére. Miután meggyógyította a madarat, a közelben megtalálja az (eszméletlen) előző éjszaka elmenekült Rianástorky Jégcsap Hubert urat, akit Dérkapuba visz.
Rumini a (az ápolásnak hála) felépült trónbitorlót Jégvárosba fuvarozza.
A következő napi ünnepségen Miklós király (ígéretéhez hűen) lovaggá üti Telér tábornokot és Ruminit. Hamarosan a Szélkirálynő elhajózik Jégvárosból.
|  | Itt a vége a cselekmény részletezésének! |

## Szereplők
- Rumini a főszereplő
- Balikó Rumini legjobb barátja és társa minden gaztettben
- Bojtos Benedek a kapitány
- Sebestyén a kormányos
- Negró a fedélzetmester
- Cincogi doktor a hajóorvos
- Ajtony a szakács
- Dolmányos papa a hajó ezermestere
- Galléros Fecó
- Dundi Bandi a gyáva, de jószívű matróz
- Roland
- Sajtos Pedro az őrszem
- Tubák a hallgatag matróz
- Frici
- Brúnó
- Fábián
- Rianástorky Jégcsap Hubert uraság
- Zuzmó Alex Rianástorky Jégcsap Hubert uraság szolgája
- Ordas
- Halszem
- Kucsma
- Mínusz
- Telér Ivola
- Telér tábornok Telér Ivola édesapja
- Miklós király Zúzmaragyarmat királya
- Zoárd Miklós király szolgája
- Aurél
- Ködvitéz
- Rákász Ködvitéz édesapja
- Jégvirág Ködvitéz édesanyja
- Dori
- Kapuvári Dér Dorián Dori édesapja
- Andrej Kapuvári Dér Dorián úr szolgája,

## Helyszínek
- Egérváros
- Ércsziget
- Dérkapu
- Zúzmaragyarmat
- Jégváros

## FejezeteiRianástorky Jégcsap Hubert uraság
1. A titkos üzenet
2. A raktár felderítése
3. Ércsziget
4. Galléros Fecó
5. Az ezüst síp
6. A támadás
7. Balikó terve
8. Az elszakadt kalap
9. Az új király
10. A jégcella
11. Ködvitéz
12. A haditanács
13. Fekete sirályok
14. Dérkapu
15. Rumini terve
16. A rákászhajó és a hadihajó
17. A látcső
18. A fogoly
19. Az ajánlat
20. Rumini lovag